# LZ 38

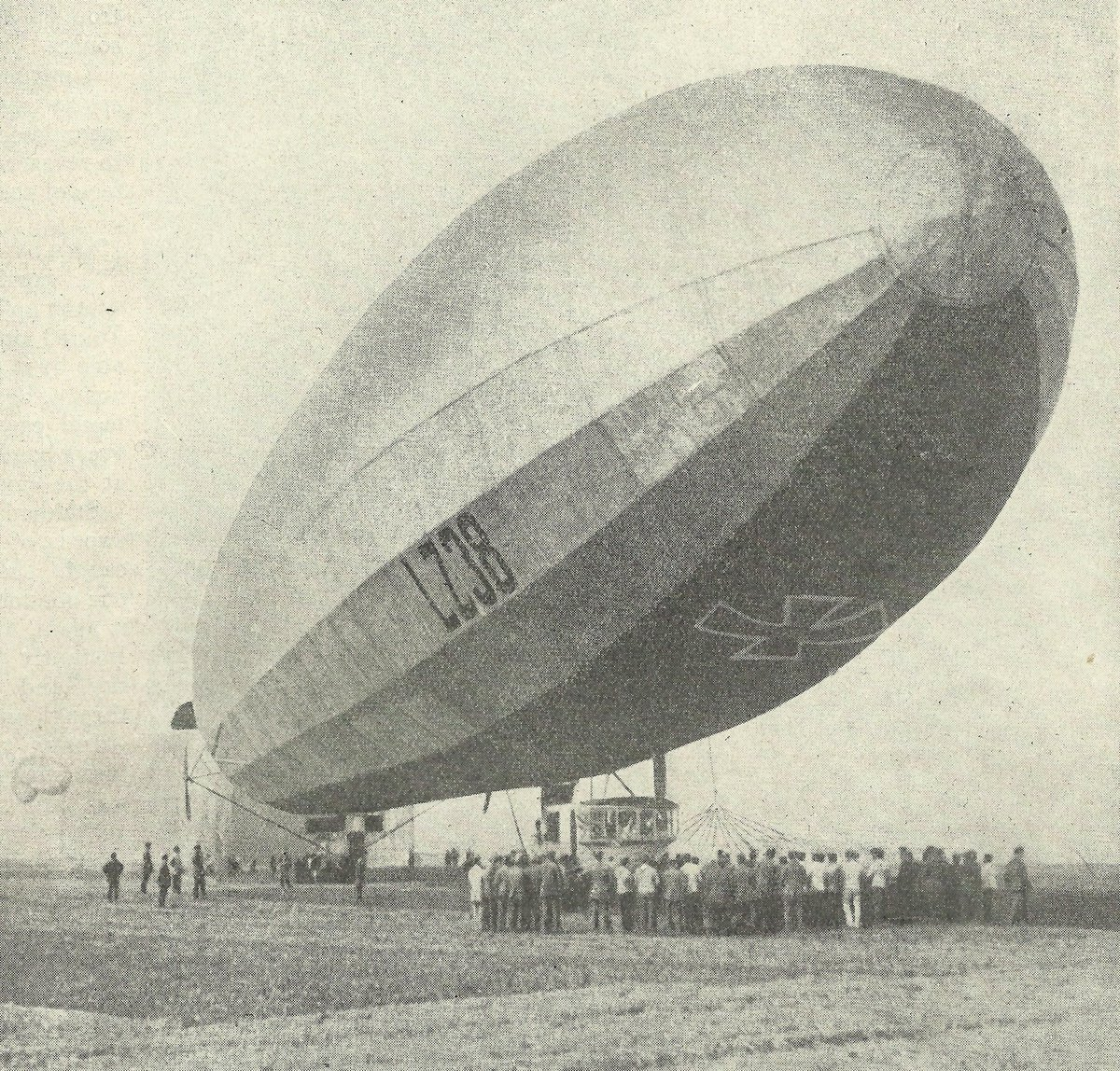
Sterowiec LZ 38

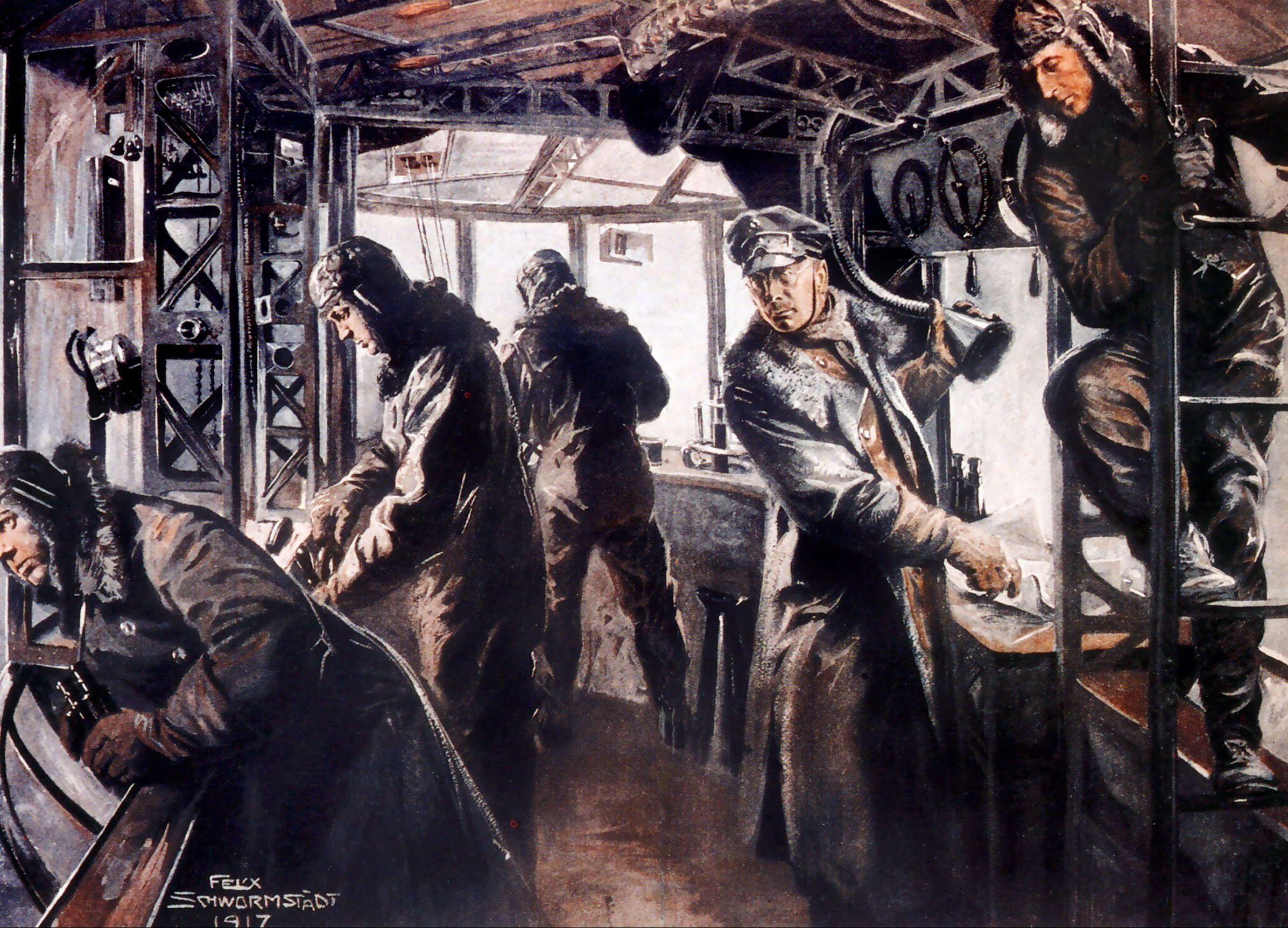
Pomieszczenie kontrolne sterowca LZ 38 na obrazie Felixa Schwormstädta

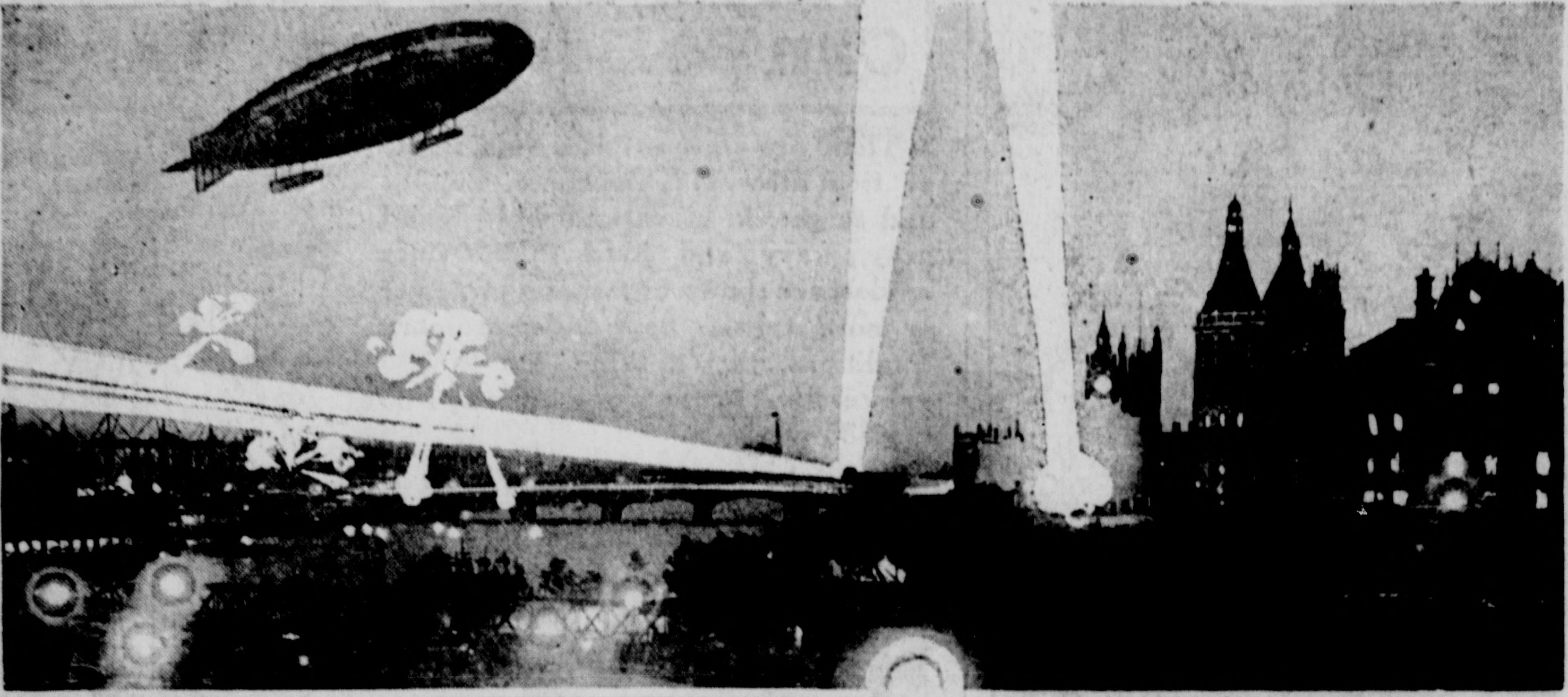
Artystyczna wizja nalotu na Londyn 31 maja 1915 roku, sterowca LZ 38

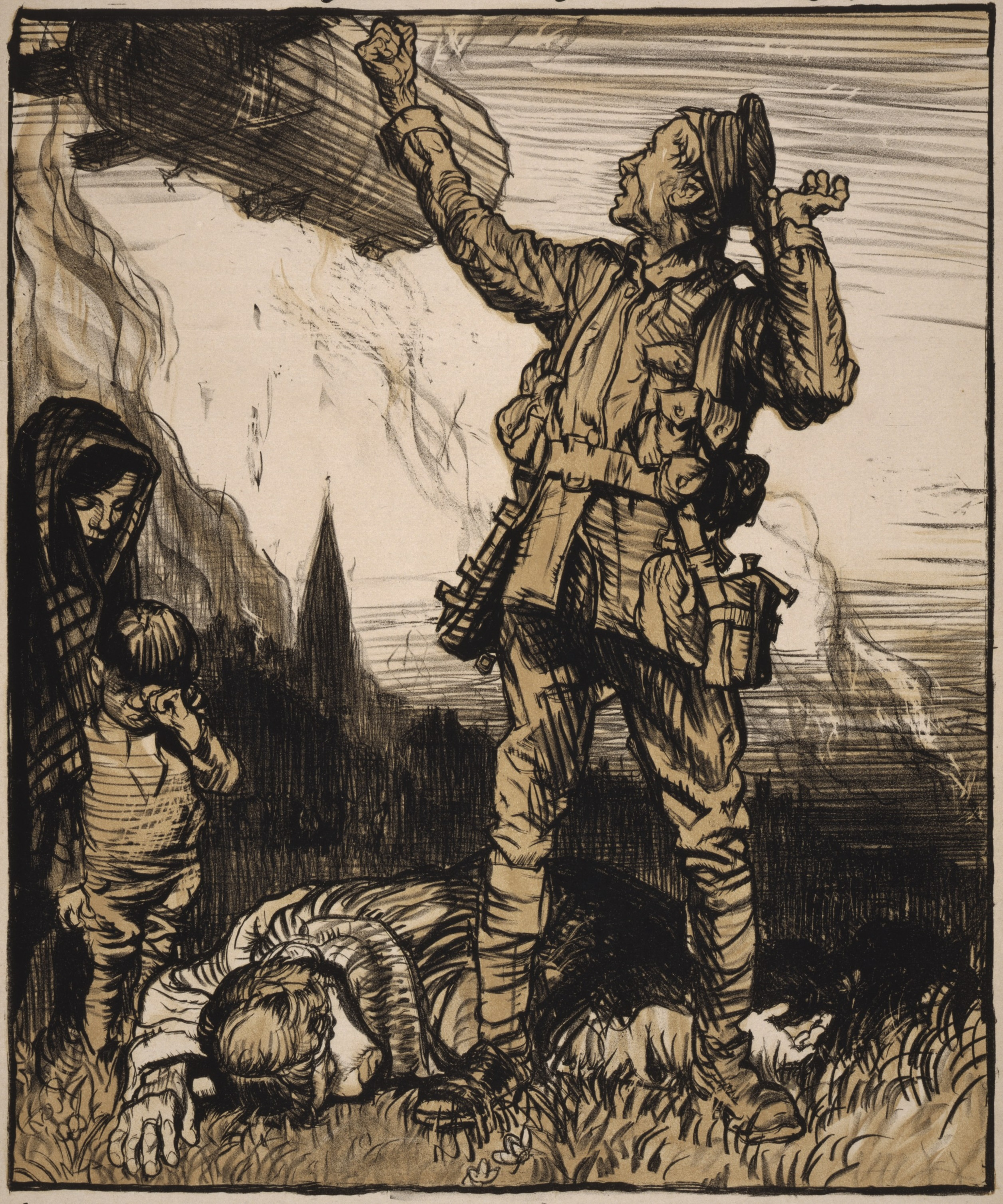
Rysunek Franka Brangwyna dla Daily Chronicle: brytyjski żołnierz stoi nad ofiarami nalotu i wygraża pięścią sterowcowi, obiecując mu zemstę

LZ 38 (Luftschiff Zeppelin) – trzydziesty ósmy sterowiec szkieletowy wybudowany w Niemczech przez wytwórnię Luftschiffbau Zeppelin GmbH z Friedrichshafen nad Jeziorem Bodeńskim. Głównym konstruktorem był Ludwig Dürr. Budowę sterowca należącego do typu P rozpoczęto w 1915 roku. Pierwszy próbny lot wykonał 3 kwietnia bieżącego roku.
LZ 38 w czasie I wojny światowej przeprowadził pięć nalotów na wschodnie wybrzeże Anglii i jako pierwszy niemiecki sterowiec zaatakował Londyn 31 maja 1915 roku.

## Budowa
Długość całkowita wynosiła 163,5 m, a średnica 18,7 m. Jego konstrukcja była pokryta materiałem bawełnianym. W środku znajdowało się 15 komór, wypełnionych wodorem o łącznej pojemności 31 900 metrów sześciennych. Sterowiec był zaopatrzony w cztery silniki Maybach C-X o mocy 210 KM każdy, wyposażony był w dwie gondole, które mogły pomieścić 18 członków załogi. LZ 38 i jego bezpośredni następcy, sterowce typu P, należał do najlepszych konstrukcji wykorzystywanych w I wojnie światowej. Był pierwszym sterowcem w którym szkielet wykonano z duraluminium.

## Nalot na Londyn
LZ 38 zrzucił 1400 kilogramów bomb na wschodnie przedmieścia Londynu 31 maja 1915 roku, zabijając siedem osób i raniąc trzydzieści pięć. Konsekwencją tego nalotu było wprowadzenie w Anglii ograniczeń w raportowaniu. Wcześniej relacje prasowe zawierały szczegółowe opisy lokalizacji nalotów bombowych; po tym publikowano tylko uogólnione lokalizacje. Pierwsza bomba, zapalająca, została zrzucona na 16 Alkham Road. Sterowiec poruszając się na południe, zrzucił jeszcze osiem bomb. Jego dziewiąta wylądowała na 33 Cowper Road, podpalając dom i zabijając 3-letnią Elsie Leggatt oraz jej 11-letnią siostrę Elizabeth May. Następna bomba podpaliła 187 Balls Pond Road, powodując śmierć małżeństwa, Henry’ego i Caroline Good w powstałych płomieniach. Kierując się z dala od Tower of London i nad Whitechapel LZ 38 zrzucił kolejny ładunek wybuchowy na Christian Street: 8-letni Samuel Reuben i 16-letnia Leah Lehrman zginęli. Siódmą i ostatnią ofiarą była 67-letnia Eleanor Willis, która zmarła w wyniku szoku dwa dni później. W sumie sterowiec zrzucił na Londyn 91 bomb zapalających, 28 bomb i 2 granaty. 

## Dalsza służba
Sterowiec LZ 38 operował w Armii Cesarstwa Niemieckiego do 7 czerwca 1915 roku. W tym dniu został zniszczony podczas ataku samolotów Royal Naval Air Service (RNAS) na lotnisku koło Brukseli w Belgii.

## Parametry techniczne
- długość: 163,5 metrów
- średnica: 18,7 metrów
- gaz nośny (wodór): 31 900 m³
- masa własna: 20 800 kg
- napęd: 4 silniki Maybacha 210 KM
- maksymalna prędkość: 93 km/h
- maksymalny pułap: 2800 m
- promień działania: 4300 km
- udźwig: 6500 kg
- załoga: 18 osób